# (20624) Dariozanetti
(20624) Dariozanetti (1999 TB12) – planetoida z grupy pasa głównego asteroid okrążająca Słońce w ciągu 4,11 lat w średniej odległości 2,56 j.a. Odkryta 9 października 1999 roku.